# Igreja Matriz de Nossa Senhora da Assunção (Viçosa do Ceará)
A Igreja Matriz de Nossa Senhora da Assunção é um templo católico construída nos séculos XVII e XVIII situada no município de Viçosa do Ceará, estado do Ceará. Foi construída por índios e jesuítas e, durante os séculos XVII e XVIII, foi a Igreja da Ibiapaba, sendo uma das mais antigas igrejas cearenses.

## História
O dia 15 de agosto de 1700 é considerado o dia da fundação da aldeia da Ibiapaba, que viria a ser a cidade de Viçosa. Habitavam a localidade quatro tribos indígenas, os Camocins, os Anacés e os Ararius do grupo Tapuia, além dos Tabajaras do grupo Guarani. Nessa época a igreja estava sendo construída, ao lado da residência dos Padres, que era de madeira e barro, coberta de folhas de palmeiras, colocou-se na Igreja a imagem de Nossa Senhora da Assunção, hoje no Museu Diocesano de Sobral e fez-se uma festa de três dias, segundo carta assinada pelos Padres Ascenso Gago e Manuel Pedroso.

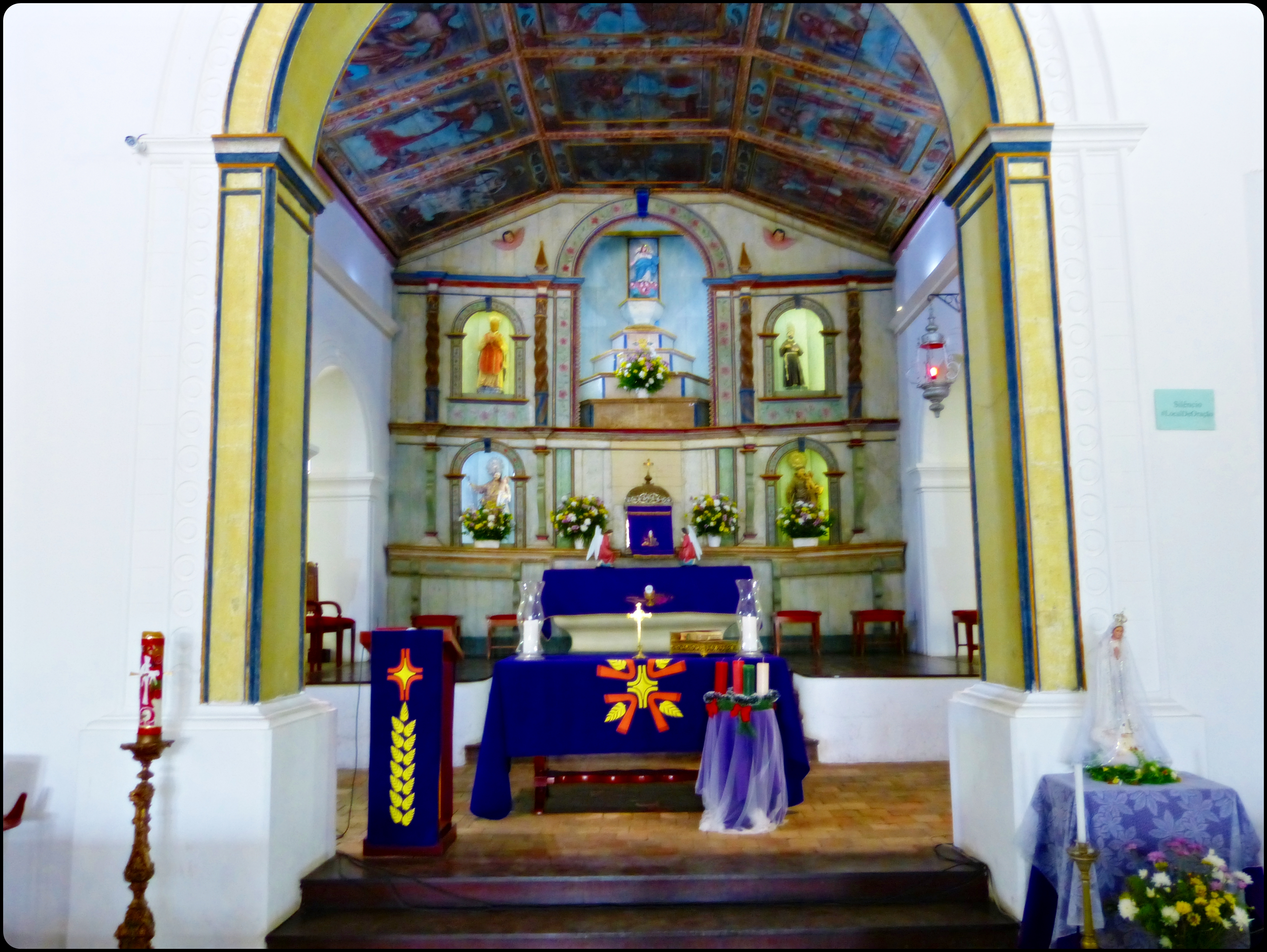
Alta-mor da Igreja de Nossa Senhora da Assunção, uma obra do século XVII. Viçosa do Ceará (CE).

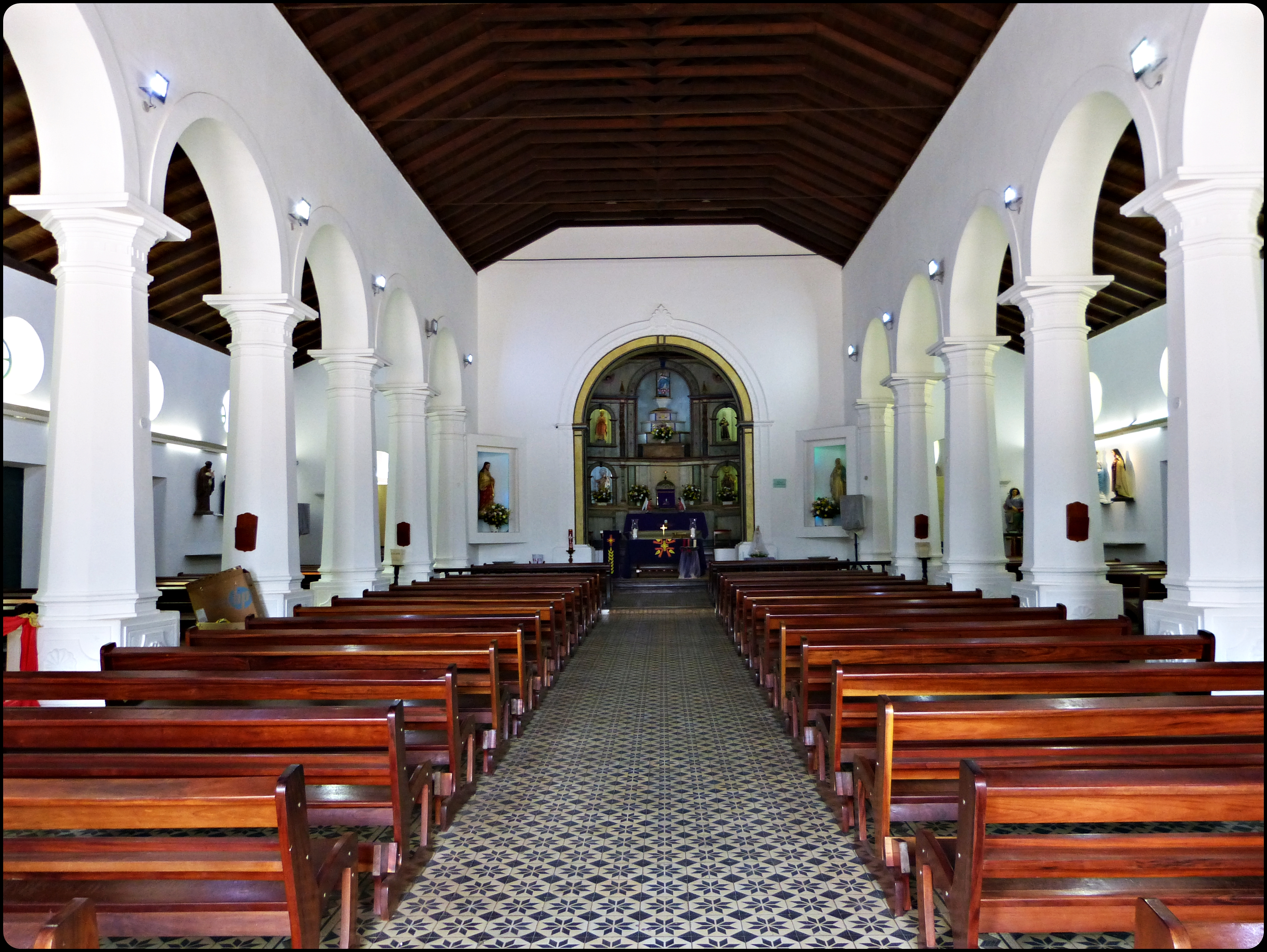
Interior da Igreja Matriz de Nossa Senhora da Assunção. Viçosa do Ceará (CE).

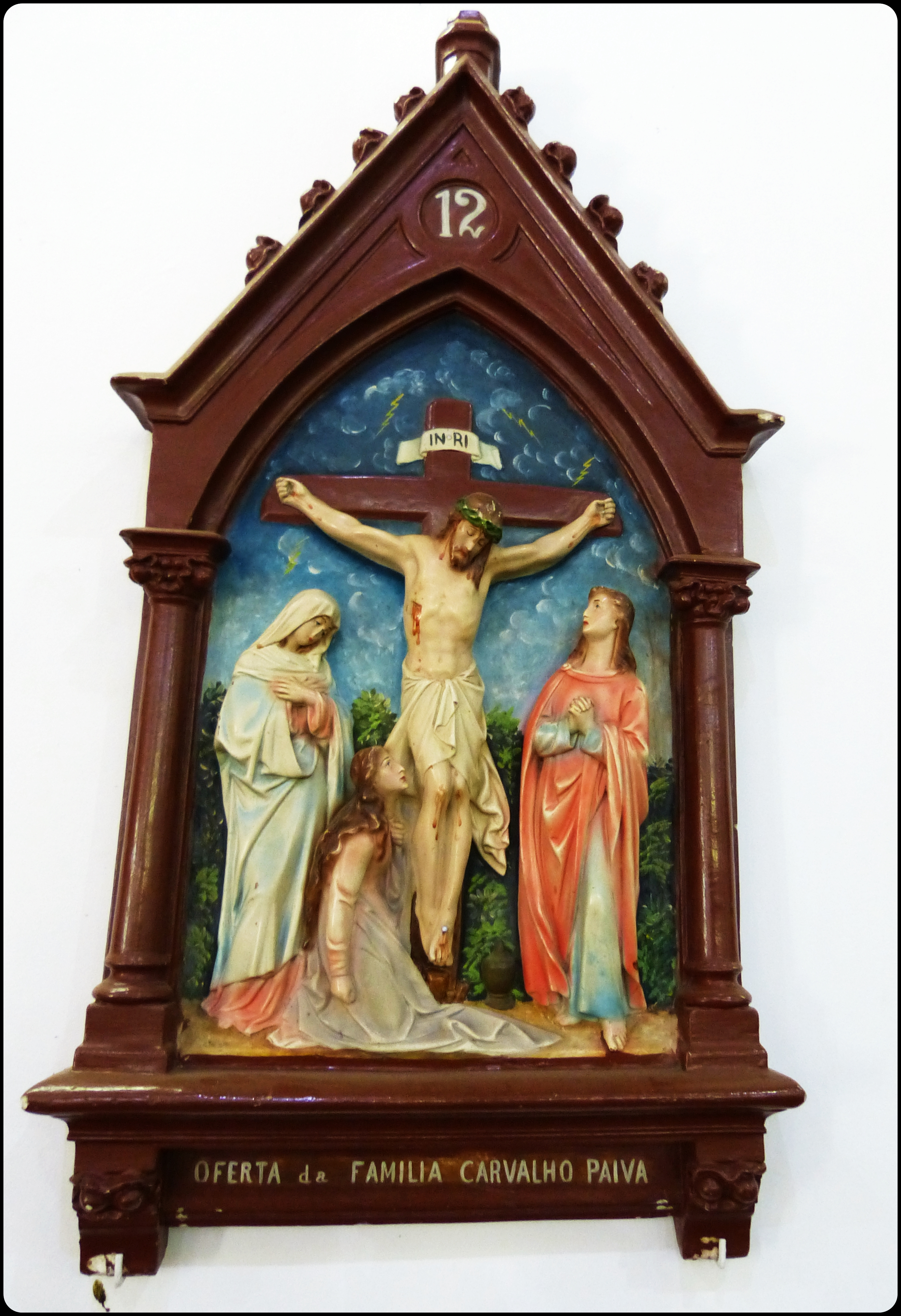
Jesus Cristo crucificado. Uma das cenas da Via Sacra no interior da Igreja de Nossa Senhora da Assunção. Viçosa do Ceará (CE).

Em 1759 o templo estava construído, conforme descrito no ofício do emissário da coroa Lobo da Silva ao Ministro da Corte-Real datada de 22 de maio de 1759: 
| “ | "A igreja da aldeia da Ibiapaba estava fundada em uma planície no alto da serra, e com 40 palmos de intervalo seguia-se-lhe a habitação dos missionários. Tinha ela de comprido do arco ou cruzeiro à porta principal 110 palmos de vão e de largo 45 palmos. A capela-mor tinha 41 palmos de comprido e 31 de largura e a tribuna 10 palmos de comprido de forma que era quadrado o corpo da capela-mor da face da tribuna para baixo. Para se poder ir ao trono era preciso passar pelas portas que havia nas duas sacristias de um e outro lado em paralelo com a capela-mor. Tinha o altar principal 13 palmos de comprido, e subia-se a ele por 5 degraus de madeira. Ornavam-no as imagens de Santo Antônio, S. José, S. Francisco Xavier e Santo Inácio de Loiola. Nos altares laterais viam-se Santa Ana e N.ª Sª, de rara perfeição, e o arcanjo S. Miguel. O coro estendia-se por toda largura da igreja sobre 17 palmos de comprimento e tinha 2 janelas botando para a rua. As 2 sacristias tinham o comprimento da capela-mor e de largura cada uma 20 palmos ambas com portas para o corpo da igreja e para a rua e ambas com janelas para a cerca dos Rev. Padres. Ao lado ficavam o presbitério com suas paredes de pedra de alvenaria e um pequeno cemitério com 78 palmos de comprido e 45 de largura ostentando na extremidade uma elegante cruz de pau. Aos lados da Igreja estendiam-se em 3 carreiras as casas ou antes as cabanas cobertas e feitas de palha, que compunham a aldeia, cujos habitantes eram tabajaras,6 anacés, cariús e coaçus ou camaçus. Estes mui desprezados das outras tribos e constantemente a revoltarem-se contra os tabajaras, que os traziam subjugados. Não havia muito que os padres tinham construído aí o seu hospício. É fato que para ereção dele haviam sido expedidas ordens desde os tempos de el-Rei D. Pedro, mas só tiveram elas execução decorridos muitos anos." | ” |

## Tombamento e restauração
De modo geral a igreja permaneceu com as características originais, o altar-mor é original do século XVII, e mesmo tendo acontecido vários desmoronamentos no corpo da igreja a estrutura central foi mais ou menos preservada. A igreja foi tombata pelo Instituto do Patrimônio Histórico e Artístico Nacional em 2002. Foi com base no documento citado acima que o IPHAN e o Governo do Estado do Ceará iniciaram a restauração em 2005 e concluída em 2006, devolvendo a igreja para a comunidade com o aspecto original aproximado, não obstante haver modificado elementos que foram adicionados ao longo de três séculos, como por exemplo os altares laterais de 1908, que foram demolidos, substituindo-se por nichos modernos de aço pouco condizentes com o panorama global. O resgate da estrutura antiga também atingiu o teto e o piso, assim como os painéis pintados do forro em madeira da capela-mor. O assoalho da capela-mor foi rebaixado, e mantidos os degraus em madeira e piso com antigas tijoleiras. Já os altares do centro e dos corredores foram demolidos, e as imagens postas em suportes.